# Silsila
La silsila (in arabo سِلْسِلَة‎?, plur. in arabo سَلَاسِل‎?, salāsil, in italiano: catena) è il procedimento che, risalendo di persona in persona, rimanda fino al Profeta Maometto. Fu ed è utilizzato dai sufi e dalle varie confraternite islamiche come riferimento storico per dare importanza e sicurezza alla loro posizione in seno alla comunità ortodossa (la cosiddetta sunna).
L'idea è la stessa degli isnad dei ʾaḥādīth, ma la catena giunge solo fino ad 'Ali, dal quale solo alcune salāsil risalgono al Profeta senza citare i primi tre califfi ben guidati, che lo precedono. Altre salāsil, invece, li enumerano tutti. Da Maometto la silsila prosegue fino ad arrivare ad Allah stesso, il quale avrebbe così comunicato i propri insegnamenti al genere umano.
Oltre alla prima silsila, grazie alla quale si fa derivare da Allah la fondazione delle varie confraternite islamiche, ne esiste una seconda, continuazione della prima, costituita dai nomi degli sceicchi che dalla fondazione in poi hanno ricevuto e trasmesso, conservandolo intatto, il deposito del fondatore.
Ogni membro di una tariqa deve sapere a memoria queste due salāsil, cosa che lo mette in relazione con Allah.